# Nijūmon

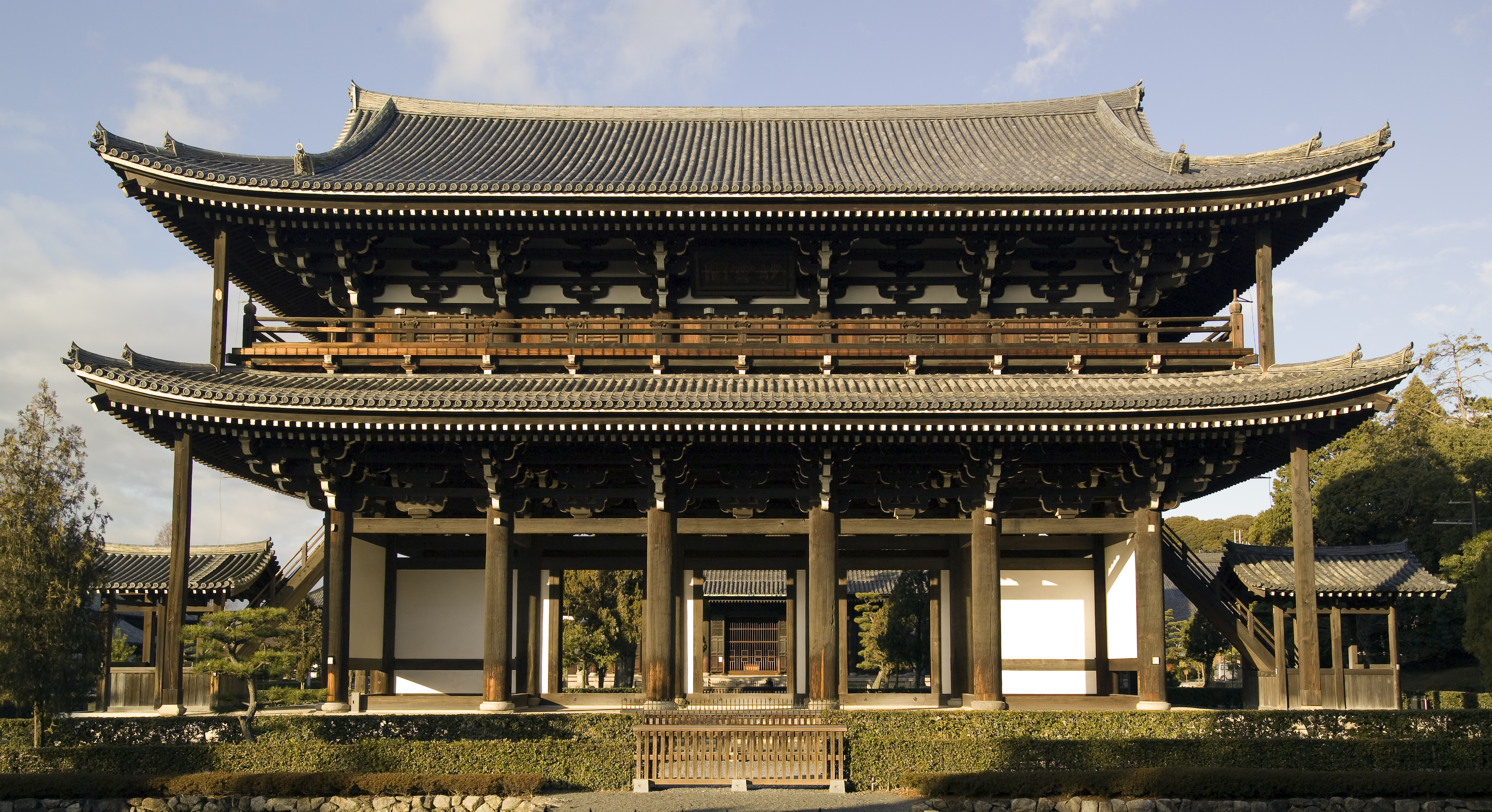
Un nijūmon (el sanmon de Tōfuku-ji, un Tesoro Nacional)

El nijūmon (二重門 - Puerta de dos pisos) es uno de los dos tipos de puerta de dos pisos que se utiliza en Japón en la actualidad (el otro es el rōmon), y se puede encontrar en la mayoría templos budistas japoneses. Esta puerta se distingue de su pariente por el techo encima de la primera planta, que bordea todo el piso superior, ausente en un rōmon. en consecuencia, tiene una serie de soportes (tokyō) que dan apoyo a los aleros de la azotea, tanto en el primer y segundo piso. en un rōmon, los soportes dan apoyo a un balcón. Las tokyō suelen ser tres escalones (mitesaki) con vigas de cola en el tercer paso. Un nijūmon está normalmente cubierto por una cubierta a dos aguas.
A diferencia de un rōmon, ciyo segundo piso es inaccesible e inutilizable, una nijūmon tiene escaleras que conducen al segundo piso. Algunas puertas tienen en sus extremos dos sanrō (山廊), estructuras de 2 x 1 bahías que alojan las escaleras. El segundo piso de un nijūmon generalmente contiene estatuas de Shakyamuni o de la diosa Kannon, y del 16 Rakan y huéspedes de ceremonias religiosas periódicas. Los nijūmon grandes tienen 5 bahías de ancho, 2 bahías profundas y tienen tres entradas, sin embargo, el Zojo-ji de Tokio, templo funerario del clan Tokugawa, tiene una puerta que está a 5 x 3 bahías. los más pequeños están a 3 x 2 bahías y tienen uno, dos o incluso tres entradas.
De todos los tipos de puerta del templo, los nujūmon tiene el estatus más alto, y por lo tanto se utiliza para puertas importantes como el chūmon (puerta del medio) de los templos antiguos como Hōryū-ji. El sanmon, la puerta de un templo Zen de mayor prestigio, es por lo general un nijūmon. Algunos nijūmon se llaman chūmon (中門 - puerta del medio), ya que están situados entre la entrada y el templo.

## Galería

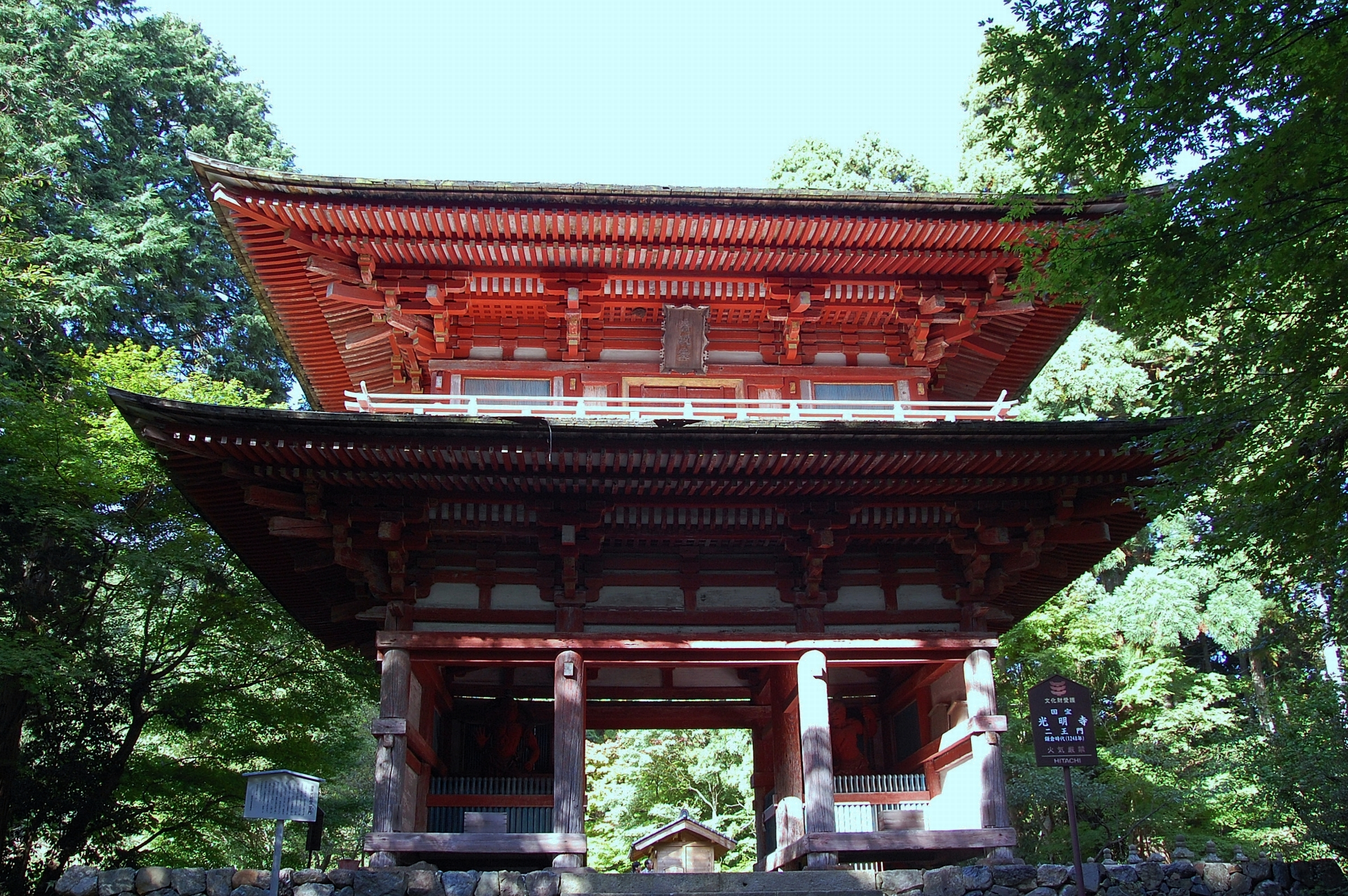
El Niōmon de Kōmyō-ji en Ayabe (Tesoro Nacional)
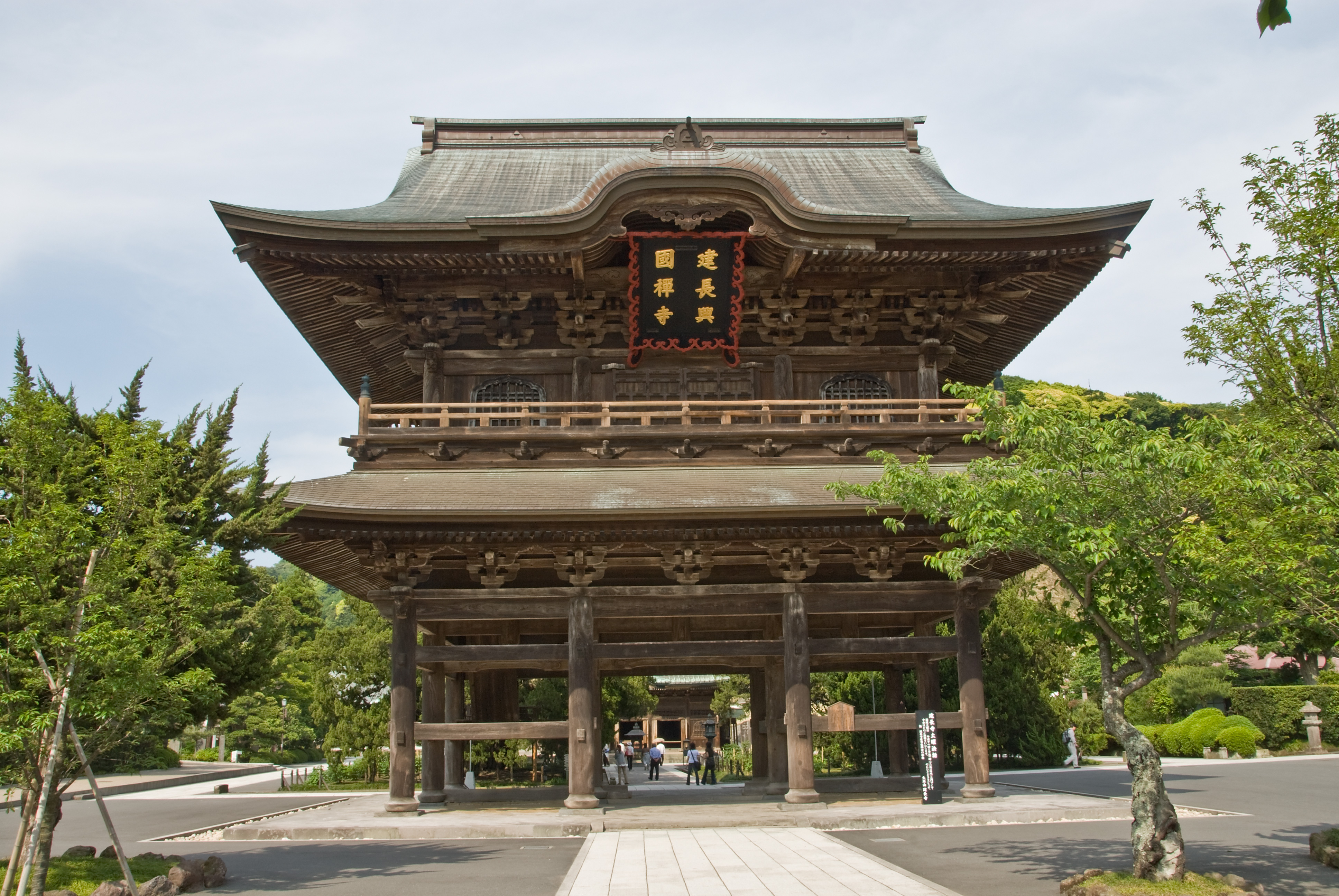
Un nijūmon. Nótese el doble techo.
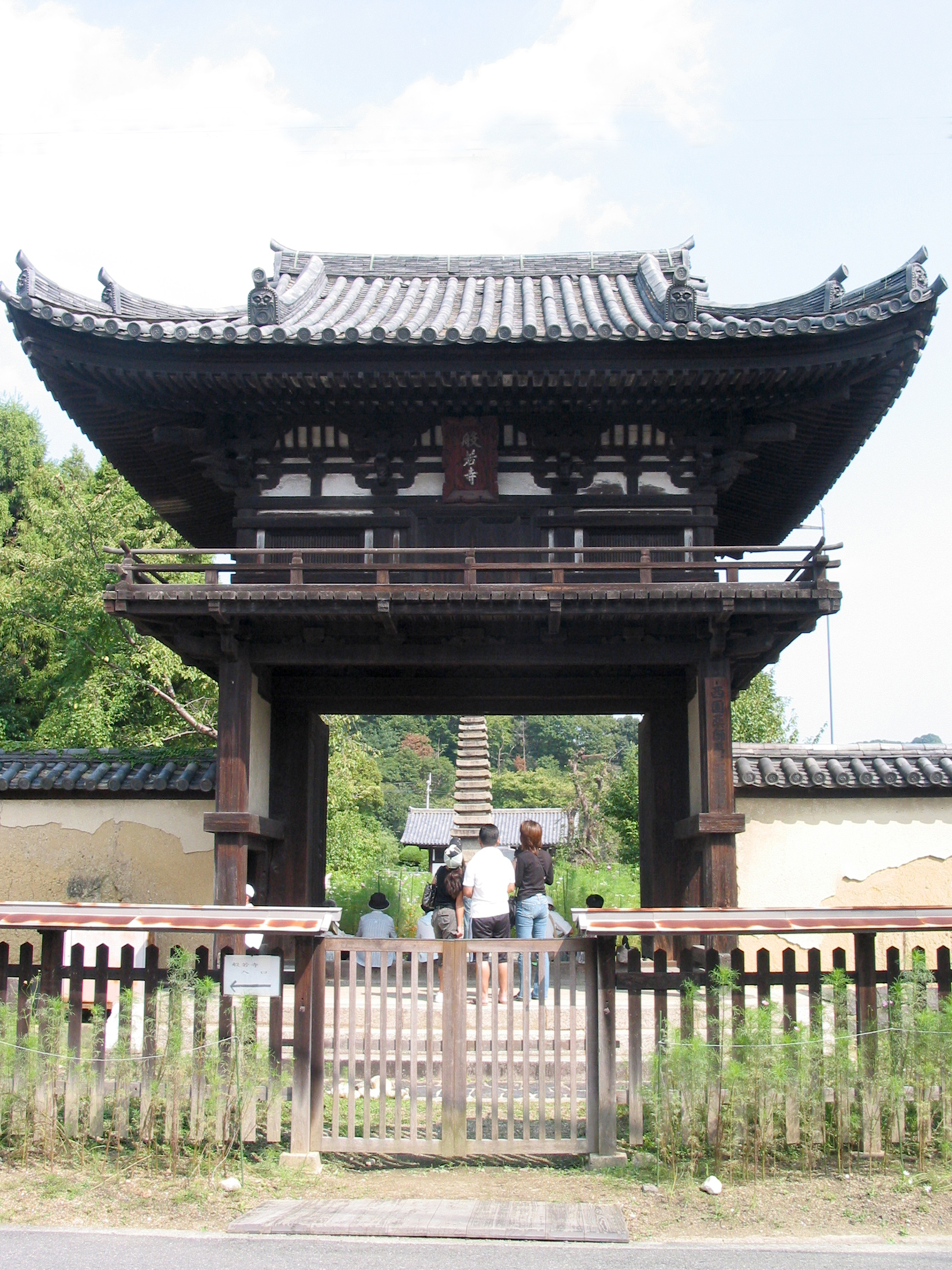
Un rōmon. Nótese el balcón y el único techo.
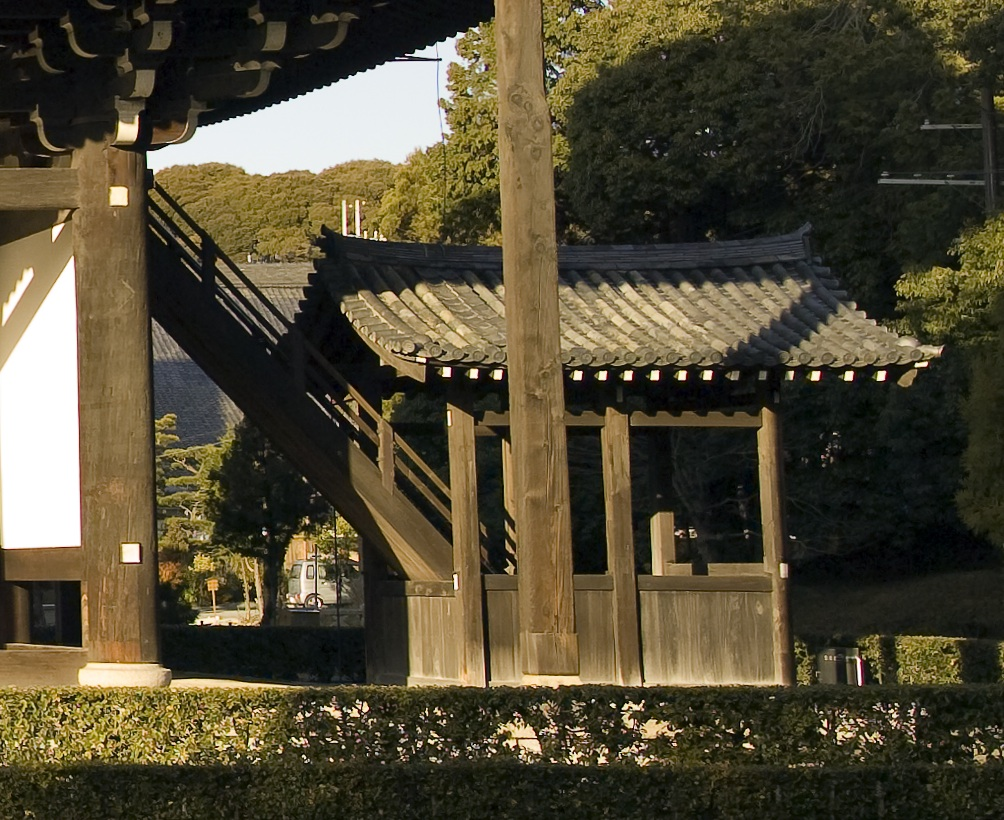
uno de los sanrō del sanmon de Tōfuku-ji (detalle de la foto de arriba)

## El segundo piso de unnijūmon
Algunas imágenes del interior de un nijūmon, en este caso el sanmon de Kōmyō-ji en Kamakura, Prefectura de Kanagawa.

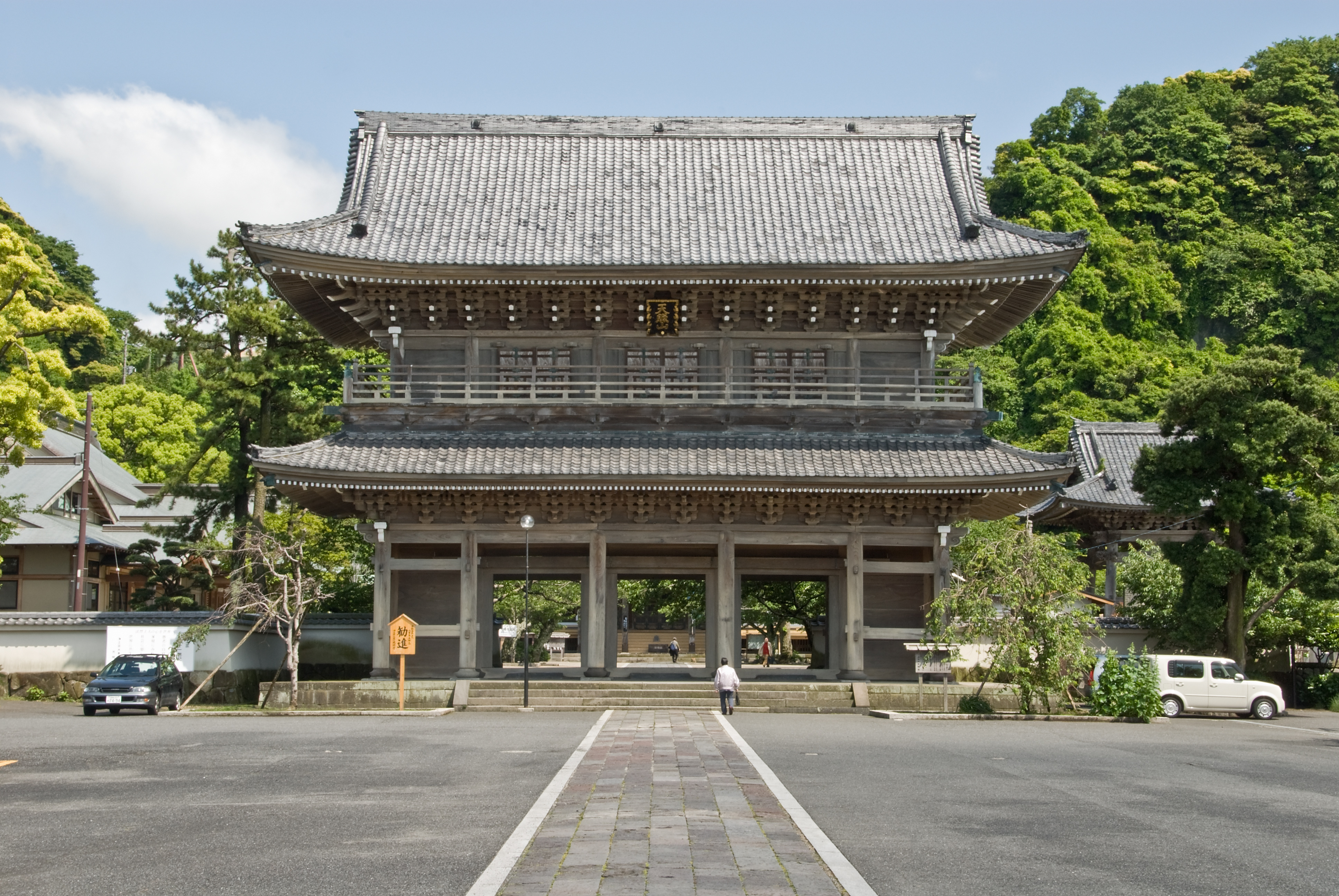
El sanmon
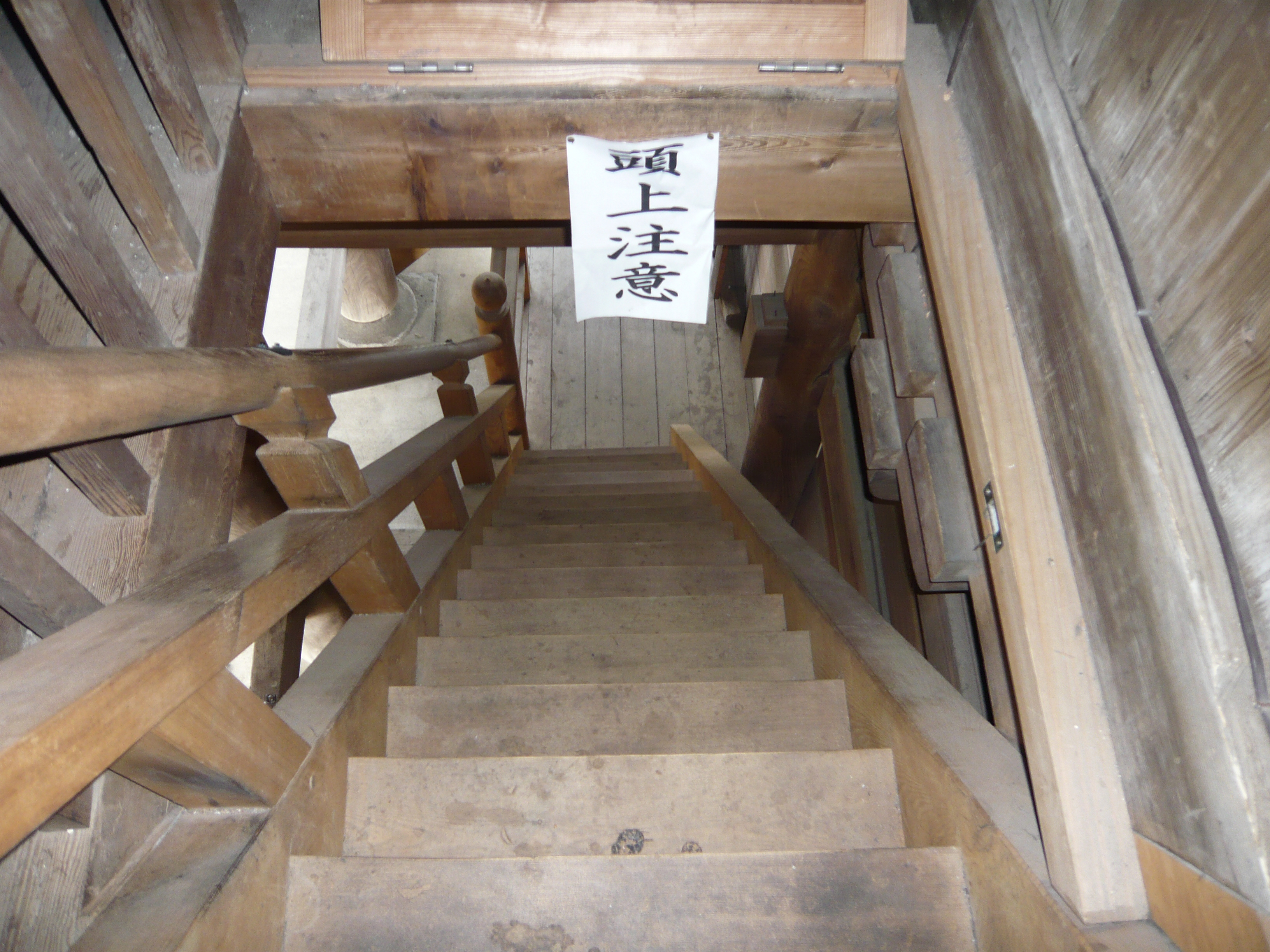
Las escaleras el segundo piso
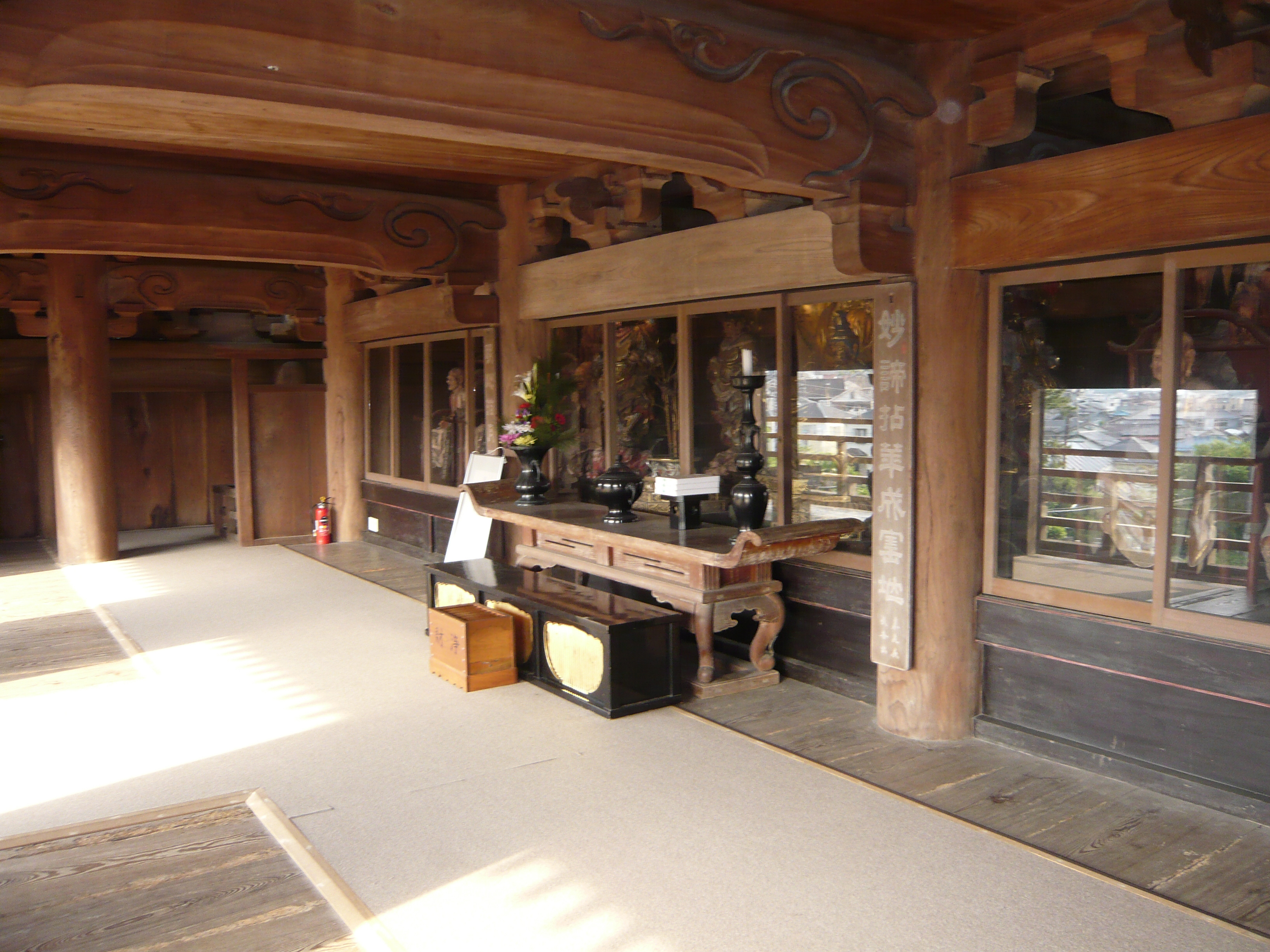
El segundo piso
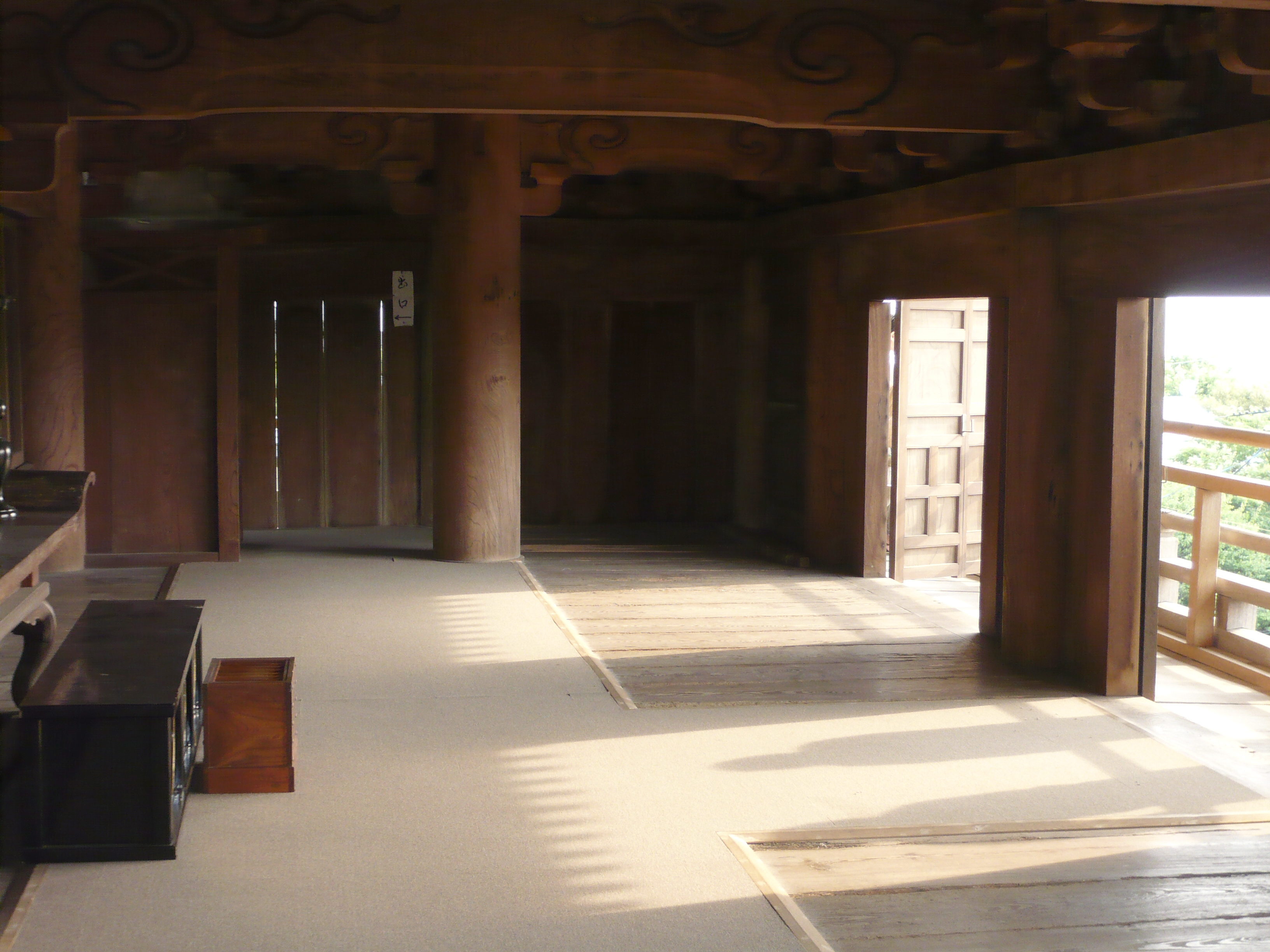
Segundo piso, salida al balcón
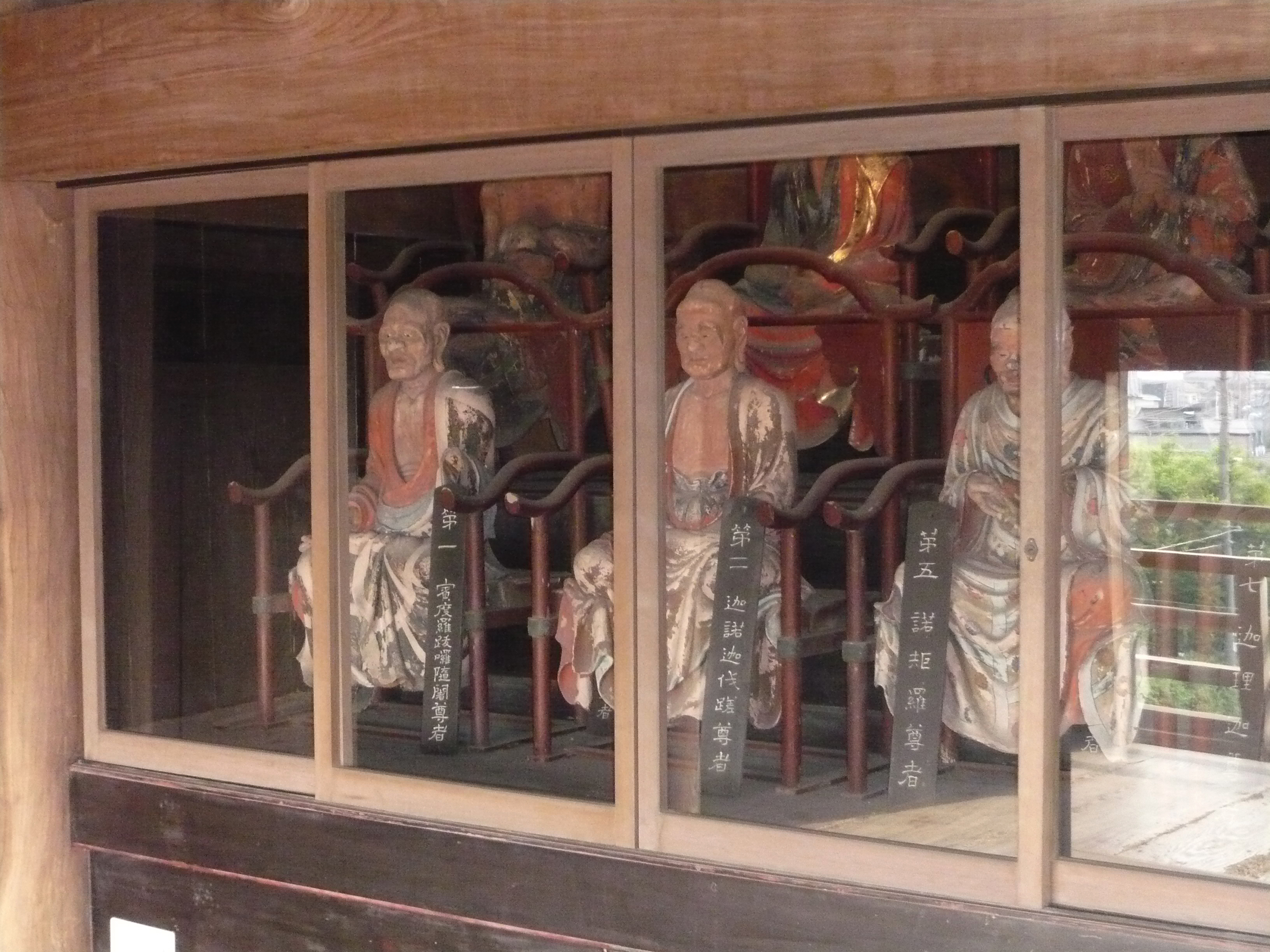
imágenes sagradas en el salón principal